# Communauté de communes de la Vallée du Gapeau
Die Communauté de communes de la Vallée du Gapeau ist ein französischer Gemeindeverband mit der Rechtsform einer Communauté de communes im Département Var in der Region Provence-Alpes-Côte d’Azur. Sie wurde am 15. Dezember 1995 gegründet und umfasst fünf Gemeinden. Der Verwaltungssitz befindet sich im Ort Solliès-Pont.

## Mitgliedsgemeinden
| Gemeinde                                      | Einwohner 1. Januar 2022 | Fläche km² | Dichte Einw./km² | Code INSEE | Postleitzahl |
| --------------------------------------------- | ------------------------ | ---------- | ---------------- | ---------- | ------------ |
| Belgentier                                    | 2.387                    | 13,38      | 178              | 83017      | 83210        |
| La Farlède                                    | 9.745                    | 8,31       | 1.173            | 83054      | 83210        |
| Solliès-Pont                                  | 12.210                   | 17,73      | 689              | 83130      | 83210        |
| Solliès-Toucas                                | 6.087                    | 30,09      | 202              | 83131      | 83210        |
| Solliès-Ville                                 | 2.532                    | 14,10      | 180              | 83132      | 83210        |
| Communauté de communes de la Vallée du Gapeau | 32.961                   | 83,61      | 394              | –          | –            |